# Рифтова зона

Рифтова зона (рос. рифтовая зона, англ. rift zone of mid-oceanic ridges; нім. Riftzone f) – осьова частина серединно-океанічних хребтів, яка має характер глибокого грабену, витягнутого вздовж хребта на велику віддаль. Характеризується підвищеним тепловим потоком з глибинних зон Землі, сейсмічністю та вулканізмом.